# Kalínovoye Ózero
Kalínovoye Ózero (del ruso: Калиновое Озеро) es un seló del distrito de Ádler de la unidad municipal de la ciudad-balneario de Sochi, en el krai de Krasnodar de Rusia, en el sur del país (Cáucaso occidental). Está situado en los montes entre Bolshaya Josta, por el este, y el Málaya Josta, por debajo del lago Kalínovoye que da nombre al seló, 13.5 km al nordeste de Sochi y 174 km al sureste de Krasnodar. Tenía 741 habitantes en 2010.
Pertenece al municipio Kudepstinski.

## Economía
En la localidad se cultiva el té.